# Corina (prenume)
Corina, prenume feminin care poate fi:
- Corina Bud, cântăreață
- Corina Casanova, politician elvețian
- Corina Chiriac, cântăreață
- Corina Crețu, politician
- Corina Căprioriu, judoka
- Corina Dumitrescu, politician
- Corina Dănilă, actriță
- Corina Fusu, jurnalist moldovean
- Corina Ion Iosif, politician
- Corina Morariu, jucătoare de tenis
- Corina Stoica, graficiană
- Corina Ungureanu, gimnastă
- Corinna Harfouch, actriță germană
- Corinne Hermès, cântăreață franceză